# Feminismo postestructuralista
El feminismo postestructuralista es una rama del feminismo que se relaciona con ideas del posestructuralismo. El feminismo postestructuralista enfatiza "la naturaleza contingente y discursiva de todas las identidades", y en particular la construcción social de subjetividades de género. Una contribución de esta rama fue discutir que no hay una sola categoría universal de "mujer" u "hombre." 

## Áreas de interés
Como el propio posestructuralismo, la rama feminista es en gran parte una herramienta para el análisis literario, pero también lidia con el psicoanálisis y la crítica sociocultural, y busca explorar relaciones entre lenguaje, sociología, subjetividad y relaciones de poder al impactar con el género en particular.
El feminismo postestructuralista también critica el kiriarcado, sin ser limitado por comprensiones estrechas de la teoría kiriarcal, particularmente a través de un análisis de la omnipresencia de lo otro, el exilio social de aquellas personas quitó de los conceptos estrechos de normas sociales.

## Figuras importantes
- Luce Irigaray obtuvo reconocimiento por su trabajo postestructuralista en El Sexo Que No es Uno (1977) y la deconstrucción del complejo de Edipo.
- Hélène Cixous argumentó en su más famoso ensayo 'La Risa de la Medusa' que la escritura es más importante en la construcción de ser mujer que la biología.[5]
- Judith Butler exploró la naturaleza restrictiva de las normas sociales al construir hombres y mujeres 'normales';[6] y discute sobre un feminismo sin un tema o sujeto feminista, temiendo la implícita influencia limitante en políticas de identidad públicas.[7][8]

Otras figuras significativas en el feminismo postestructuralista incluyen a Monique Wittig, y Julia Kristeva.

## Ejemplos literarios
- La heroína de Nice Work admite que, siendo joven, se "permitió a sí misma ser construida por el discurso del amor romántico por un tiempo"; pero añade que poco después se dio cuenta de que "no somos esencias individuales únicas existentes anteriormente al lenguaje. Hay únicamente lenguaje".[10]
- La heroína de Posesión, una novela de A.S. Byatt, reconoce tristemente que "vivimos en la verdad de lo que Freud descubrió... cuestionamos todo excepto la centralidad de la sexualidad - Desafortunadamente el feminismo difícilmente puede evitar privilegiar tales asuntos".[11]

## Críticas
El feminismo post-estructural ha sido criticado por su abandono al sujeto femenino humanístico, y por una inocencia táctica en su negación de cualquier tipo de esencialismo femenino.

## Otras lecturas
- Linda Nicholson ed., Posmodernismo/de Feminismo (1990)
- Margaret Un. McLaren, Feminismo, Foucault, y Subjetividad Encarnada (2002)

- 'Poststructuralism - Feminismo francés'
- Marian Staats, 'Un Resumen Muy Corto...'

- Datos: Q17009589